# Corneli (nom)
Corneli (en llatí Cornelius) és un nom romà.
El portaven molts plebeus, però apareix massivament al final de la república. Appià diu que quant Sul·la va donar la manumissió a deu mil esclaus, els va donar a tots el seu propi nom de Corneli, i per això el nom es va multiplicar. La gens Cornèlia, molt antiga, sembla que deu el seu nom a aquest patronímic.